# Daniel Forslund
Daniel Forslund (* 31. August 1973) ist ein ehemaliger schwedischer Squashspieler.

## Karriere
Daniel Forslund begann seine professionelle Karriere im Jahr 1996 und gewann vier Turniere auf der PSA World Tour. Seine höchste Platzierung in der Weltrangliste erreichte er mit Rang 36 im Januar 1999. Mit der schwedischen Nationalmannschaft nahm er 1993, 1995, 1997, 1999 und 2001 an Weltmeisterschaften teil, die beste Platzierung war der 7. Platz 1993. Bei Europameisterschaften war er erstmals 1992 Teil des Kaders und nahm im Laufe seiner Karriere an über zehn Europameisterschaften teil. 1995 wurde er dabei mit der Mannschaft Dritter.
Im Einzel stand er zweimal im Hauptfeld der Weltmeisterschaft, beide Male schied er in der ersten Runde aus. Er beendete im Jahr 2000 seine Profikarriere, nahm aber noch mehrmals als Wildcard-Starter an den Swedish Open teil. Forslund wurde zwischen 1994 und 2003 insgesamt neunmal schwedischer Landesmeister. Damit ist er Rekordsieger des Wettbewerbs.

## Erfolge
- Gewonnene PSA-Titel: 4
- Schwedischer Meister: 9 Titel (1994, 1996, 1998–2003)